# Chionelasmus darwini
Chionelasmus darwini är en kräftdjursart som först beskrevs av Henry Augustus Pilsbry 1907.  Chionelasmus darwini ingår i släktet Chionelasmus och familjen Chionelasmatidae. Utöver nominatformen finns också underarten C. d. darwini.